# (4567) Bečvář
(4567) Bečvář es un asteroide perteneciente al cinturón de asteroides, descubierto el 17 de septiembre de 1982 por Marie Mahrová desde el Observatorio Kleť, České Budějovice, República Checa.

## Designación y nombre
Designado provisionalmente como 1982 SO1. Fue nombrado Bečvář en honor del astrónomo checo Antonin Bečvář fundador y primer director del Observatorio Skalnaté Pleso en Eslovaquia.

## Características orbitales
Bečvář está situado a una distancia media del Sol de 2,583 ua, pudiendo alejarse hasta 3,104 ua y acercarse hasta 2,062 ua. Su excentricidad es 0,201 y la inclinación orbital 13,09 grados. Emplea 1516 días en completar una órbita alrededor del Sol.

## Características físicas
La magnitud absoluta de Bečvář es 13,5. Tiene 12,473 km de diámetro y su albedo se estima en 0,059.